# Franz Grein
Franz Grein (* 24. November 1858 in Graz; † 18. März 1925 ebenda) war ein steirischer Steinmetzmeister der Marmor-, Granit- und Syenit-Industrie in Graz, Steiermark.

## Biografie

Steinmetzgerei und Bildhauerei F. Grein in Graz (vor 1900)

Im Jahre 1857 gründete Eduard Grein eine Steinmetzwerkstätte in Graz, deren Betrieb er mit sechs Arbeitern in Angriff nahm. Sieben Jahre später ging sie in den Besitz seines Bruders Franz Grein über, welcher das Geschäft bis zum Jahre 1879 führte. Von da ab hatten seine beiden Söhne, Ernst und Franz Grein, die Leitung des Unternehmens inne. 1886 ging das Unternehmen in den alleinigen Besitz von Franz Grein über.
Um 1890 war Franz Grein auch Eigentümer ausgedehnter Steinbrüche an den Abhängen der Glein- und Stubalpe, welche weißen und grauen Marmor lieferte. Ferner besaß er Serpentinsteinbrüche in der Oststeiermark und Granitsteinbrüche im Bachergebirge.
Im Jahre 1897 richtete Franz Grein seine Werkstatt auf maschinellen Betrieb ein. Um 1900 beschäftigte er insgesamt um die 300 Arbeiter.
Bedeutende Steinmetz- und Bildhauerarbeiten führte die Firma für die Herz Jesu-Kirche in Graz durch. In Anerkennung dieser Leistungen veranlasste der Fürstbischof Johannes Zwerger die Aufstellung einer überlebensgroßen Büste des Industriellen Franz Grein am Portal der Herz Jesu-Kirche.
Weiters stammen die weißen Marmor-Prachtstufen im Kunsthistorischen Museum zu Wien zum Teil aus den Greinschen Steinbrüchen.
In Anerkennung seiner besonders zufriedenstellenden Leistungen für die Technische Hochschule zu Graz wurde ihm vom Kaiser das Goldene Verdienstkreuz mit der Krone verliehen. 1908 wurde er zum k.u.k. Hof-Steinmetzmeister ernannt.
1920 wurde die Firma von den zwei Söhnen von Franz Grein, Ernst und Robert, übernommen, sie expandierte danach stark. Ihnen gelang auch der Einstieg in das Grabsteingeschäft. Die Grein Group ist heute ein international tätiges Unternehmen.